# Электрогриль

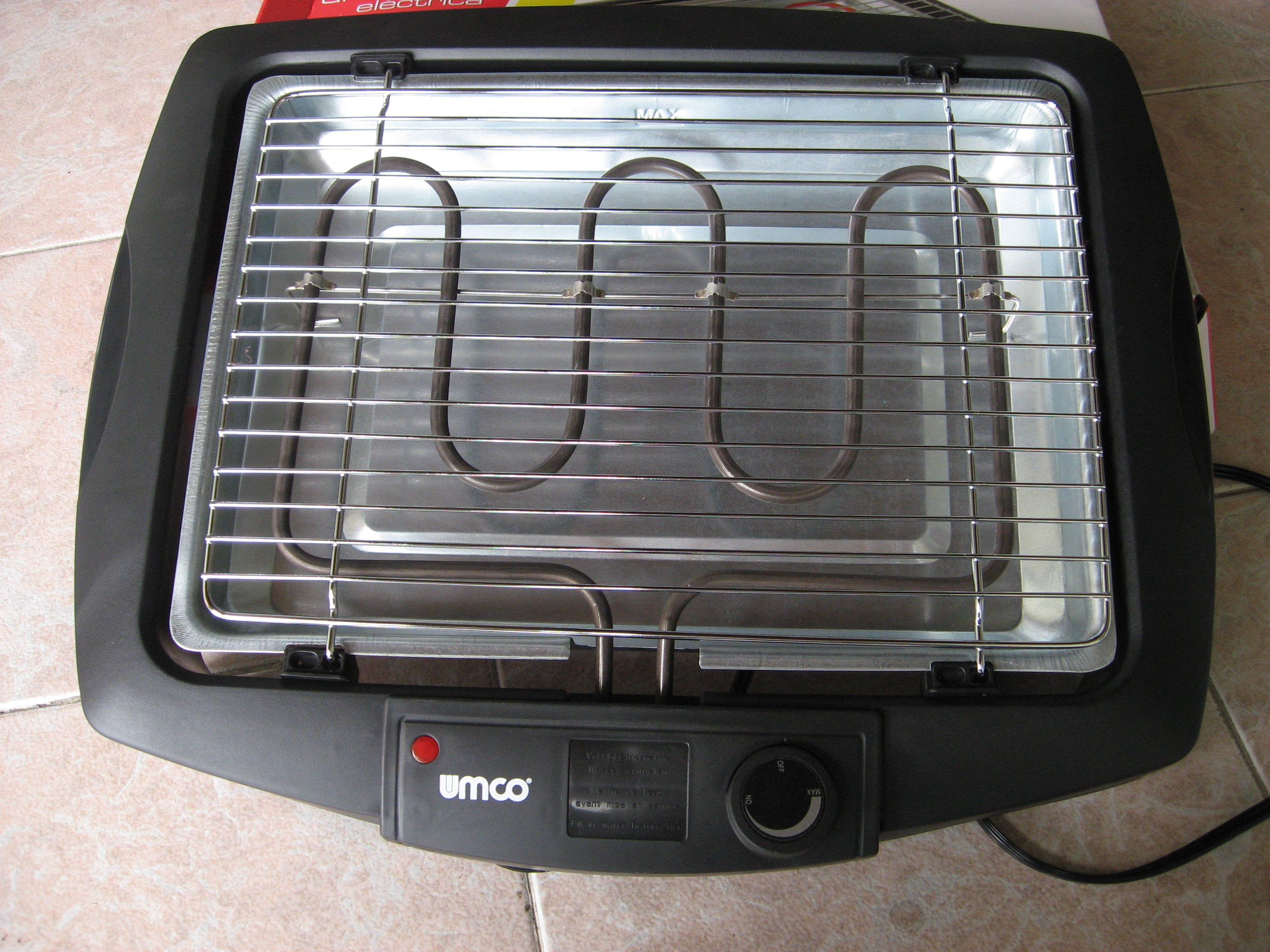
Электрогриль с ТЭНом

Электрогриль, электрический гриль — гриль, служащий для приготовления еды.

## Устройство
Как правило электрогриль изготавливается из нержавеющей стали, с особым антипригарным покрытием. Существуют различные типы электрогрилей — от стационарных бетонных моделей, используемых в кафе и ресторанах, до скромных бытовых электрогрилей, применяемых только в быту. Объединяет их одинаковая конструкция — мясо и другие продукты, которые готовятся в гриле, обрабатываются только при помощи электроэнергии. Существуют даже электрические коптильни, которые часто относят к электрогрилям.

## Сфера использования
В сфере общественного питания, электрогрили используются в первую очередь для приготовления блюд из мяса. Как правило, они используются в небольших точках общепита, реже в крупных кафе или ресторанах. Но наиболее массово электрогрили применяются в домашнем хозяйстве. Тут их применяют не только для приготовления блюд из мяса, но и для многочисленных блюд из овощей и других продуктов. Существует колоссальное количество рецептов для электрогрилей.

## История появления на рынке
Первые электрогрили появились в продаже в начале 80-х годов прошлого века. В России они начали продаваться в 90-е годы, когда открылись границы и в стране появились товары из-за рубежа. В то время, они были в диковинку и стоили весьма дорого. По-настоящему массовый спрос на электрогрили появился в последние десять лет, когда их стоимость упала настолько, что их покупка стала реальностью для любой среднестатистической семьи. В СССР электрогрили выпускались с 1970-х годов.

## Преимущества
Ключевое преимущество электрогрилей перед остальными моделями — они зависят только от электроэнергии и их можно  использовать дома. Практически все остальные виды грилей годятся только для применения на свежем воздухе. В то время как электрогриль может применяться для приготовления пищи дома.